# Jack Nance
Marvin John Nance, mer känd som Jack Nance, född 21 december 1943 i Boston, Massachusetts, död 30 december 1996 i South Pasadena, Los Angeles County, Kalifornien, var en amerikansk skådespelare.
Jack Nance är mest känd för sina samarbeten med David Lynch, såsom huvudrollen i filmen Eraserhead och rollen som Pete Martell i tv-serien Twin Peaks.

## Död
Han dog under oklara omständigheter den 30 december 1996. Nance påstås ha varit inblandad i ett bråk utanför en munkaffär på förmiddagen dagen före sin död. Det är oklart om han fortfarande var berusad från föregående natt eller om han hade börjat dricka på morgonen, men det är fastställt att han var berusad vid tillfället. Han skulle senare berätta för vänner att han hade bråkat på parkeringen samma dag. Han sade till dem att gå till frisören och skaffa ett jobb. En av dem slog honom vid ögat, glasögonen flög av och han föll till marken.
Senare samma dag lunchade han med två vänner. Nance hade då ett halvmånformat blåmärke under ögat. Han klagande över huvudvärk och gick sedan hem. Nance hittades morgonen därpå död på badrumsgolvet i sin lägenhet. En obduktion visade att skådespelaren hade fått en hjärnblödning och att alkoholhalten i blodet var 0,24 promille.

## Filmografi (i urval)
- 1977 – Eraserhead
- 1977 – Långtradarkriget
- 1982 – Hammett
- 1984 – City Heat
- 1984 – Dune
- 1984 – Johnny Dangerously
- 1985 – Ghoulies
- 1986 – Blue Velvet
- 1987 – Barfly
- 1988 – Colors
- 1988 – Bortom alla lagar
- 1988 – Panik
- 1990–1991 – Twin Peaks (TV-serie) (30 avsnitt)
- 1990 – Wild at Heart
- 1990 – The Hot Spot
- 1991 – En horas dagbok
- 1991 – Motorama
- 1992 – Meatballs 4
- 1994 – Love and a .45
- 1995 – Mitt så kallade liv (TV-serie) (ett avsnitt)
- 1996 – The Secret Agent Club
- 1996 – Little Witches
- 1997 – Lost Highway